# Lagnus longimanus
Lagnus longimanus là một loài nhện trong họ Salticidae.
Loài này thuộc chi Lagnus. Lagnus longimanus được Ludwig Carl Christian Koch miêu tả năm 1879.